# Лазаревський інститут східних мов
Лазаревський інститут східних мов (рос. Лазаревский институт восточных языков або рос. Московский армянский гг. Лазаревых институт) — колишній заклад вищої освіти, що існував у Москві

## Історія створення і функціонування
Лазаревський інститут східних мов, заснований в Москві у 1815 як приватне «Вірменське училище» Лазаревих на кошти багатої вірменської родини Лазарян.

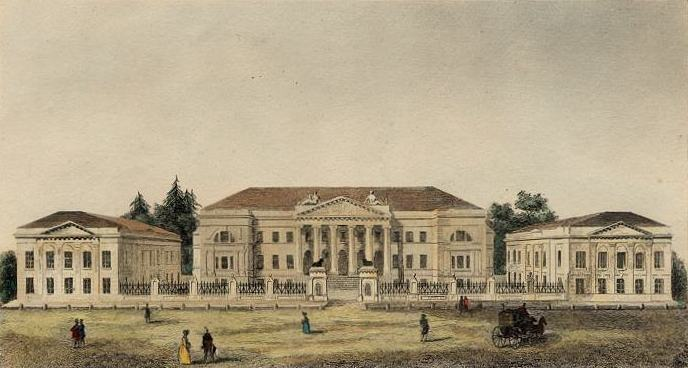
Лазаревський інститут східних мов у Москві

У 1827 отримало офіційне найменування інституту і було передане у ведення міністерства народної освіти Російської імперії.
До 1848 року фактично було гімназією з викладанням вірменської, перської, турецької та арабської мов.
У 1848–1871 роках — ліцей з викладанням східних мов у старших класах.
Інститут (окрім підготовки до університету, а також вчителів вірменських шкіл) готував чиновників і перекладачів з східних мов. З цією метою російський уряд ввів додаткові казенні стипендії, була розширена навчальна програма.
По новому статуту 1872 року інститут фактично складався з двох навчальних закладів:

перший — гімназії і спеціальних класів з трилітнім терміном вивчення арабської, перської та турецької мов;

другий — вивчення історії, мов і культури Закавказзя.
При Лазаревському інституті була друкарня; інститут видавав «Еміновську етнографічну збірку» (6 випусків) і «Праці по сходознавству» (1899–1917).
Декретом Ради Народних Комісарів РРФСР (1919) Лазаревський інститут був перетворений у Вірменський, потім у Переднєазіатський інститут, у 1920 році — в Центральний інститут живих східних мов, а в 1921 році — Московський інститут сходознавства.

## Викладачі та студенти інституту— відомі особи, вихідці з України
- Агатангел Кримський — український історик, письменник, перекладач, один з організаторів Академії Наук України; у 1889—1892 — навчався, з 1898 по 1918 рік — викладач інституту;
- Білинський Михайло Іванович — український військовий діяч, контр-адмірал Української Народної Республіки, навчався в 1898—1906 роках;
- Щербина Григорій Степанович — дипломат і вчений українського походження, навчався в інституті у 1886—1889 роках;
- Ковалівський Андрій Петрович — історик-сходознавець.
- Томилін Сергій Аркадійович — лікар-гігієніст, санітарний статистик, демограф та історик медицини, фітотерапевт.